# Pericrocotus solaris
El Minivet gorgigrís (Pericrocotus solaris) es una especie de ave paseriforme de la familia Campephagidae que habita en sureste de Asia.

## Distribución y hábitat
Se encuentra en el sureste asiático, el noreste del subcontinente Indio y el sur de China, distribuido por Bangladés, Birmania, Bután, Camboya, China, India, oeste de Indonesia, Laos, Malasia, Nepal, Taiwán, Tailandia, y Vietnam. Su hábitat natural son los bosques húmedos tropicales y subtropicales.